# Примож Трубар
Прімож Трубар, Прімус Трубер (словен. Primož Trubar, *9 червня 1508 р., Словенія — †28 червня 1586 р., Тюбінген, Німеччина) — видатний діяч Реформації у Словенії, перекладач Біблії словенською мовою. Мав прізвисько «Словенський Лютер».

## Життєпис
Народився у бідній родину у місті Рієка. Багато навчався у школах рідної Істрії. У 1520 здобув освіту у Рієці, потім навчався у м. Зальцбурзі. Стає священиком. У 1524 знайомиться з єпископом Трієстським Петром Бономо, відомим на той час гуманістом. У Трієсті Примож Трубер пробув до 1527 року. Тоді він повертається до Словенії (Крайни, як вона тоді називалася), де отримує перший досвід проповідництва. У 1528 році він поступає до Віденського університету. Тут Трубар навчається до 1530 року, але наукового ступеню не отримує. В цьому ж році він знову повертається до Крайни, парафіяльним священиком у містечко Лашко.
У 1540 році Трубар переїздить до Любляни. Тут Трубар все більше схиляється до протестантизму. деякий час його не чіпаються з огляду на те, що Примож користувався підтримкою єпископа Бономо. У 1542 році Приможа Трубара призначають навіть каноніком і проповідником. Проте Люблянський єпископ з підозрою поставився до його вчення, тому Трубар мусив покинути парафію Св. Варфоломея, якою він завідував з 1546 року та з 1547 року переховуватися у домівках протестантської знаті.
Наступного — 1548 року — він знайшов притулок у Німеччині, де став проповідником у Роттенбурзі-над-Таубером, а згодом парафіяльним священиком Кемптена й Ураха поблизу Тюбінгена. В Ураху Примож Трубар відкрив словенську типографію. Тут у 1550–1551 роках він переклав першу книгу на словенську мову з німецької — Катехізис.
Тим часом Реформація міцно вкорінилася у Крайні, і в 1560 році скупщина герцогства запросила Трубара перебрати до своїх рук управління й організацію протестантської Церкви поміж слов'янського населення. Як голова словенської протестантської Церкви Трубар склав новий молитовник на основі Вюртемберзького, Нюрнберзького та Мекленбурзького церковних регламентів. Незважаючи на перешкоди з боку католицької влади, Трубар з двома перервами був настоятелем протестантської церкви в Крайні до 1565 року, коли ерцгерцог Карл Габсбург довічно вислав його за межі своєї країни. Трубар знову переїздить до Німеччини. Йому надали підтримку герцоги Вбртемберга.
Весь цей час Трубар працює над перекладом Нового Заповіту. Остаточний переклад він завершив у 1581 році, коли знаходився у Дерендінгені поблизу Тюбінгена. Ще раніше — у 1566 році — Трубар переклав й надрукував словенською мовою Псалтир. У 1586 році він завершив переклад «Postilla» Мартина Лютера. До того ж випустив словенське видання Аугсбурзької, Вюртемберзької та Саксонської конфесій під назвою «Articuli», а також гімни та церковні пісні.
Помер Примож Трубар священником у містечку Дерендінгені поряд з Тюбінгеном 15 червня 1586 року.

## Твори
- Abecedarium vnd der klein Catechismus in der Windischen Sprach = Ane Buquice, is tih se ty mladi inu preprosti Slouenci mogo lahku vkratkim zhasu brati nauuzhiti. V tih so tudi ty vegshy stuki te kerszhanske vere im ane molytue, te so prepisane od aniga Peryatila vseh Slouenzou. - Sybenburgen [i. e. Tübingen] : durch Jernei Skuryaniz [i. e. Ulrich Morhart], [1550]. - [2], 16, [1] str.
- Abecedarium : ene buquice, is katerih se ti mladi inu preprosti Slouenci, mogo lahku tar hitru brati inu pissati nauuzhiti / [Trubar]. - Tübingen : Ulrich Morhart, 1555. - 15f.
- Tabla za dicu : edne malahne knižice iz koih se ta mlada predraga ditca... z glagolskimi slovmi čtati, i poglavitei, o potrebnei artikuli... lagko mogu naučiti. - U Tubingi [i.e. Urach] : Ulrich Morhart, 1561. - 12 f.
- Abecedarium, oli Tabliza, is katere se vsaki more lahku inu vkratkim, brati inu pissati nauuzhiti. - V Tibingi: [Ulrich Morhart], 1566. - [8] f.
- Cathechismus In der Windischen Sprach, sambt einer kürtzen Ausslegung in gesang weiss. Item die Litanai vnd ein Predig vom rechten Glauben gestelt durch Philopatridum Illiricum. - Sybenburgen; Tübingen: Jernei Skuryaniz : Ulrich Morhart, 1551. - [8] f.
- Heerbrand J., Trubar P. Disputatio de vera, et sacrosancta Christi, quam habet in terris, Ecclesia militante, eiusq[ue] notis : opposita disputationi, eodem titulo, à Iesuita quodam Graetij hoc anno aeditae / authore, et praeside ... ... exercitij causa ... Maij 7. ... argumenta assumet pro virili / Iacobo Heerbrando, Primus Truberus Carniolanus. - Tubingae : [s. n.], 1575. - 44 f.